# Euneomys fossor
Euneomys fossor är en däggdjursart som först beskrevs av Oldfield Thomas 1899.  Euneomys fossor ingår i släktet Euneomys, och familjen hamsterartade gnagare. IUCN kategoriserar arten globalt som otillräckligt studerad. Inga underarter finns listade.
Denna gnagare förekommer i ett litet område i norra Argentina. Habitatet antas vara torra savanner och buskskogar.
Tydliga avvikelser mot andra släktmedlemmar förekommer i kraniets och tändernas konstruktion. Arten har till exempel ett större och kraftigare kranium än Euneomys chinchilloides.
Artens taxonomiska status är omstridd. Oldfield Thomas etablerade det vetenskapliga namnet efter en individ som han fick i en konserverande vätska. I vilket tillstånd exemplaret var är inte dokumenterad men Thomas noterade redan att han beskriver arten endast efter kraniet. En senare studie visade att den tillhörande pälsen kom från en annan art som ingår i släktet Chelemys.